# Лудово
Лу̀дово (на гръцки: Κρύα Νερά, Крия Нера, до 1926 година Λούδοβο, Лудово, катаревуса: Λούδοβον, Лудовон) е село в Егейска Македония, Гърция, дем Хрупища, област Западна Македония.

## География
Селото се намира на 10 километра югозападно от демовия център Хрупища (Аргос Орестико), на левия бряг на река Голешово в областта Костенария.

## История

### В Османската империя
Според Тодор Симовски селото е било по-долу и по-близо до Хрупища, но постоянно търпяло нападения от разбойнически банди и затова селяните се преместили нагоре до конаците на турския бег и станали негови чифлигари.
За църквата „Свети Атанасий“ се смята, че е средновековна, но не е проучена.
В османските данъчни регистри от средата на XV век Лундово е споменато с 18 глави на семейства и двама неженени: Райко, Тодор, Мано, Тодор, Димо, Петкос, Крушо, Йорг, Йорг, Никола, Томо, Димос, Добри, Дабижив, Велчо, Райко, Димо и Герг, и три вдовици Кала, Кала и Варуна. Общият приход за империята от селото е 1593 акчета.
В края на XIX век Лудово е чисто българско село. Според статистиката на Васил Кънчов („Македония. Етнография и статистика“) в 1900 година Лудово има 168 жители българи.
На Етнографската карта на Битолския вилает на Картографския институт в София от 1901 година Лудово е чисто българско село в Костурската каза на Корчанския санджак с 13 къщи.
В началото на XX век цялото население на Лудово е под върховенството на Цариградската патриаршия, но след Илинденското въстание в началото на 1904 година минава под върховенството на Българската екзархия. По данни на секретаря на екзархията Димитър Мишев („La Macédoine et sa Population Chrétienne“) в 1905 година в Лудово има 160 българи екзархисти.
Гръцки статистики от 1905 година не отразяват промяната и показват Лудово като село със 130 жители гърци. Според Георги Константинов Бистрицки Лудово преди Балканската война има 8 български къщи, а според Георги Христов и 1 куцовлашка.
Според Георгиос Панайотидис, учител в Цотилската гимназия в 1910 година в Лудовон (Λούδοβον) има 10 християнски „българогласни“ семейства.
На етническата карта на Костурското братство в София от 1940 година, към 1912 година Лудово е обозначено като българско селище.

### В Гърция
През войната селото е окупирано от гръцки части и остава в Гърция след Междусъюзническата война. След 1919 година 1 жител на Лудово емигрира в България по официален път. В селото има 1 политическо убийство. Боривое Милоевич пише в 1921 година („Южна Македония“), че Лудово има 17 къщи славяни християни. В 1926 година селото е прекръстено на Крия Нера.
Селяните традиционно ходят на гурбет, като работят като общи работници и мелничари.
През Втората световна война селото пострадва от окупационните власти.
Селото пострадва силно по време на Гражданската война - някои от жителите му загиват, а 65 души бягат в източноевропейските страни. 24 деца от Лудово са изведени извън страната от комунистическите части като деца бежанци.
През есента на 1959 година на масова церемония жителите на Лудово са заклевани да не говорят вече български език.
| Година    | 1913 | 1920 | 1928 | 1940 | 1951 | 1961 | 1971 | 1981 | 1991 | 2001 | 2011 | 2021 |
| --------- | ---- | ---- | ---- | ---- | ---- | ---- | ---- | ---- | ---- | ---- | ---- | ---- |
| Население | 59   | 61   | 82   | 124  | 41   | 65   | 44   | 47   | 48   | 32   | 16   | 5    |